# Эвкалипт Бриджеса
Эвкалипт Бриджеса (лат. Eucalyptus bridgesiana) — вечнозеленое дерево, вид рода Эвкалипт (Eucalyptus) семейства Миртовые (Myrtaceae).

## Распространение
В природе ареал вида охватывает западные склоны гор штата Новый Южный Уэльс, южную часть плоскогорья штата Квинсленд и северо-восточные склоны гор штата Виктория.
Растёт на низменностях, по склонам горных хребтов на известняках и сланцах.
На наносной, умеренно влажной почве за 16 лет достигает высоты в 26 м, при диаметре ствола 40 см. На склонах, особенно с глинистой почвой, рост намного слабее.

## Экология
В густых насаждениях лесного типа растёт прямоствольно; на открытых местах и в одиночных посадках деревья искривляются и образуют 
раскидистые кроны.
Сравнительно морозостоек; без существенных повреждений выдерживает кратковременные морозы в -10… -9 °C, при более низкой температуре сильно страдает, однако степень повреждений деревьев при этом неодинаковая. Многие деревья легко переносят кратковременные морозы в -11 °C.

## Ботаническое описание
Дерево высотой более 30 м.
Кора беловато-серая, чешуевидная, морщинистая или сетчатая.
Молодые листья супротивные, в большом числе пар, сидячие или на черешках, округлые или яйцевидно-сердцевидные, тупые или заостренные, с волнистыми краями, ярко-сизые, длиной 2,5—7 см, шириной 2—4,5 см. Взрослые — очерёдные, на длинных черешках, ланцетные, часто серповидно изогнутые, тёмно-зеленые, длиной 15—30 см, шириной 2—4 см.
Зонтики пазушные, 5—7-цветковые, сидящие на цветоножках длиной 8—10 мм; бутоны на цветоножках, яйцевидные, заострённые, длиной 6—8 мм, диаметром 4—5 мм; крышечка полушаровидная, тупая или заострённая, равна полуяйцевидной трубке цветоложа или немного короче её; пыльники обратнояйцевидные, открываются параллельными щелями, железка яйцевидная, размещена на спинной стороне пыльника.
Плоды полушаровидные или кубарчатые, длиной 4—6 мм, диаметром 5—7 мм, на плодоножках, с утолщенным, слабо выпуклым диском и расходящимися, сильно выдвинутыми створками.
На Черноморском побережье Кавказа цветёт в июне — августе.

## Значение и применение
Древесина светлая, довольно твёрдая, непрочная, по другим источникам, древесина отличается хорошей прочностью и используется на столбы и даже шпалы. Используется как топливо.
Листья содержат эфирное (эвкалиптовое) масло (0,67 %), состоящее из цинеола (65%), пинена и сесквитерпена.
Пригоден для облесения неудобных земель с бедной почвой.

## Таксономия
Вид Эвкалипт Бриджеса входит в род Эвкалипт (Eucalyptus) подсемейства Myrtoideae семейства Миртовые (Myrtaceae) порядка Миртоцветные (Myrtales).
|  |                                      |  |                                                             |                                                             |                    |  | ещё 13 семейств (согласно Системе APG II) | ещё 13 семейств (согласно Системе APG II)    |                                              |  |  |  | ещё 130 родов       | ещё 130 родов         |  |  |
|  |                                      |  |                                                             |                                                             |                    |  | ещё 13 семейств (согласно Системе APG II) | ещё 13 семейств (согласно Системе APG II)    |                                              |  |  |  | ещё 130 родов       | ещё 130 родов         |  |  |
|  |                                      |  |                                                             | порядок Миртоцветные                                        |                    |  |                                           |                                              | подсемейство Миртовые                        |  |  |  |                     | вид Эвкалипт Бриджеса |  |  |
|  |                                      |  |                                                             | порядок Миртоцветные                                        |                    |  |                                           |                                              | подсемейство Миртовые                        |  |  |  |                     | вид Эвкалипт Бриджеса |  |  |
|  | отдел Цветковые, или Покрытосеменные |  |                                                             |                                                             | семейство Миртовые |  |                                           |                                              | род Эвкалипт                                 |  |  |  |                     |                       |  |  |
|  | отдел Цветковые, или Покрытосеменные |  |                                                             |                                                             |                    |  |                                           |                                              |                                              |  |  |  |                     |                       |  |  |
|  |                                      |  | ещё 44 порядка цветковых растений (согласно Системе APG II) | ещё 44 порядка цветковых растений (согласно Системе APG II) |                    |  |                                           | ещё 1 подсемейство (согласно Системе APG II) | ещё 1 подсемейство (согласно Системе APG II) |  |  |  | ещё более 700 видов |                       |  |  |
|  |                                      |  |                                                             | ещё 44 порядка цветковых растений (согласно Системе APG II) |                    |  |                                           |                                              | ещё 1 подсемейство (согласно Системе APG II) |  |  |  |                     |                       |  |  |